# Kibatalia wigmanii
Kibatalia wigmanii är en oleanderväxtart som först beskrevs av Sijfert Hendrik Koorders, och fick sitt nu gällande namn av Elmer Drew Merrill. Kibatalia wigmanii ingår i släktet Kibatalia och familjen oleanderväxter. Inga underarter finns listade i Catalogue of Life.